# Someone New
Someone New è un brano musicale del cantautore irlandese Hozier. Distribuito l'11 maggio 2015, è stato pubblicato come quinto singolo estratto dal suo omonimo album d'esordio, Hozier, uscito il 19 settembre 2014 nei negozi di dischi e in download digitale. Ha registrato subito un buon successo in classifica, riuscendo a raggiungere il picco posizione al 13º posto in Irlanda.

## Descrizione
Il testo della canzone è stato scritto dallo stesso Hozier assieme al cantautore Sallay Garnett e la musica composta dal cantautore irlandese sotto la Columbia Records: la canzone parla di una relazione finita di cui lo stesso Hozier è il protagonista e descrive come ci si possa innamorare anche di una persona che non ricambia, ma che ha lo stesso bisogno di amore e attenzione; il tema della canzone è raccontato nel video ufficiale.

## Video musicale
Il video musicale che segue l'uscita del singolo è stato pubblicato da Hozier il 2 marzo 2015 su YouTube dalla durata di tre minuti e quarantadue secondi: protagonista del video è l'attrice Natalie Dormer, conosciuta per aver recitato nei film Hunger Games, Game Of Thrones e Rush. Nel video la Dormer veste i panni di una cacciatrice di uomini, affamata di attenzioni e passioni amorose con ogni persona sulla quale posi il suo sguardo; si vede poi la donna che si chiude dentro uno sgabuzzino insieme ad Hozier, baciandosi e abbracciandosi.
Queste scene vengono alternate ad Hozier che esegue la canzone sopra un palco.

## Tracce
Download digitale
3:42 Someone New